# Graptomyza takeuchii
Graptomyza takeuchii är en tvåvingeart som beskrevs av Tokuichi Shiraki 1954. Graptomyza takeuchii ingår i släktet Graptomyza och familjen blomflugor. Inga underarter finns listade i Catalogue of Life.